# 1787
| 1787                   |
| ---------------------- |
| Dødsfald - Fødsler     |
| • Begivenheder • Musik |

| Gregoriansk kalender | 1787 MDCCLXXXVII        |
| Ab urbe condita      | 2540                    |
| Armensk kalender     | 1236 ԹՎ ՌՄԼԶ            |
| Kinesiske kalender   | 4483 – 4484 丙午 – 丁未 |
| Etiopisk kalender    | 1779 – 1780             |
| Jødisk kalender      | 5547 – 5548             |
| Hindukalendere       |                         |
| - Vikram Samvat      | 1842 – 1843             |
| - Shaka Samvat       | 1709 – 1710             |
| - Kali Yuga          | 4888 – 4889             |
| Iransk kalender      | 1165 – 1166             |
| Islamisk kalender    | 1201 – 1202             |

Konge i Danmark: Christian 7. 1766-1808; anden folketælling i Danmark.
Se også 1787 (tal)

## Begivenheder
- Rusland og Tyrkiet går i krig med hinanden
- Forordning om fæstebondens retsstilling.

### Januar
- 11. januar – William Herschel opdager Uranus-månerne Oberon og Titania

### Maj
- 25. maj -  i Philadelphia samles en række delegerede under forsæde af George Washington for at skrive USA's forfatning

### Juni
- 8. juni - det forbydes ved lov danske godsejere og forvaltere på egen hånd at straffe bønderne med træhesten

### Juli
- 1. juli – Folketælling i Kongeriget Danmark

### September
- 17. september – Den amerikanske forfatning underskrives i Philadelphia af 39 ud af 42 delegerede
- 30. september - sejlskibet Columbia forlader Boston for at sejle verden rundt som det første amerikanske skib

### Oktober
- 29. oktober - Sveriges Kong Gustav den 3. skaber panik i den danske kongefamilie, da han uanmeldt dukker op på kongeslottet Christiansborg. Gustav den 3. er krigslysten og søger Danmark-Norges velvilje til en krig mod Rusland. Det får han ikke - kun et svagt formuleret "venskabs-brev"
- 29. oktober – Mozarts opera Don Giovanni har premiere i Prag

### December
- 7. december – Delaware bliver optaget som USA's første stat.
- 12. december – Pennsylvania bliver optaget som USA's 2. stat.
- 18. december – New Jersey bliver optaget som USA's 3. stat.

## Født
- 16. marts – Georg Ohm, tysk fysiker.
- 7. april – Isidoro Panduro, Spansk dragon som ender i Danmark under napoleonskrigene. Han dør i 1859.
- 18. november – Jacques Daguerre, opfinder af forløberen til fotografiet. Han dør i 1851
- 24. november – Franz Xaver Gruber, østrigsk komponist